# Демократичен избор на Русия
Демократичен избор на Русия (на руски: Демократический выбор России, ДВР) е руска либерална политическа партия, съществувала през 90-те години на XX век.

## История
На 17 октомври 1993 г. в подкрепа на президента Борис Елцин е създадена коалицията Избор на Русия. В състава ѝ влизат движение Демократичена Русия, Христиан-демократичен съюз, Руска Народна партия и други по-малки организации. Лидер на коалицията става Сергей Ковальов, сред учредителите са бившият службен премиер Егор Гайдар и държавният секретар Генадий Бурбулис. На първите парламентарни избори в Руската федерация коалицията печели 15% от гласовете, оставайки на второ място след ЛДПР. Благодарение на мажоритарните депутати, Изборът на Русия формира най-голямата правителствена фракция в първата Държавна дума.
През юни 1994 г. коалицията е преобразувана в партия, наречена Демократичен избор на Русия (ДВР). ДВР поддържа политиката на икономически реформи и либерализация на цените, като според лидера Егор Гайдар преходът към пазарна икономика трябва да бъде „икономическото чудо на Русия“. Преходът обаче довежда до финансова криза в страната и ДВР губи голяма част от поддръжниците си.
През декември 1994 г. партията се обявява против Войната в Чечения. ДВР оттегля подкрепата си от Борис Елцин, в резултат на което част от депутатите напускат партията. През 1995 г. Демократиченият избор на Русия участва на парламентарните избори в коалиция с Селска партия на Русия и Руска партия на социалната демокрация в избирателния блок ДВР – Обединени демократи. Коалицията печели едва 3,6% от гласовете на парламентарните избори и участва във втория състав на Думата с едва 9 мажоритарно избрани депутати.
На изборите за президент през 1996 г. Егор Гайдар първоначално не поддържа кандидатурата на Борис Елцин, но впоследствие ДВР решава да застане зад Елцин, за да не спечели кандидата на КПРФ Генадий Зюганов. Във втората половина на 90-те години партията поддържа правителството на Виктор Черномирдин и либералните реформи на министъра Анатолий Чубайс.
През 1999 г. ДВР става съучредител на коалицията Съюз на десните сили, заедно с Млада Русия на Борис Немцов и Гласът на Русия на Константин Титов, а през 2001 г. се влива в партията със същото име.